# Battlefield Online
Battlefield Online (tiếng Hàn Quốc: 배틀필드 온라인) là một game bắn súng góc nhìn thứ nhất trực tuyến miễn phí được phát triển bởi các hãng Neowiz Games, Electronic Arts và EA Digital Illusions CE, phân phối bởi Neowiz Games. Đây là một bản làm lại của Battlefield 2. Tuy nhiên, game engine của nó lại chính là Refractor Engine 2 sửa đổi của Battlefield 2142, với đồ họa cải tiến hơn Battlefield 2. Game do hãng Neowiz Games của Hàn Quốc phát triển với sự giám sát từ người giữ giấy phép Electronic Arts. Đã bắt đầu quá trình thử nghiệm phiên bản beta thứ hai, Battlefield Online không giống như Battlefield 2 thể hiện việc hỗ trợ qua các trận đấu chứa tối đa 100 người chơi. Giai đoạn thử nghiệm open beta của trò chơi được bắt đầu vào ngày 30 tháng 3 năm 2010.